# Nymphidium lisimon
Nymphidium lisimon is een vlindersoort uit de familie van de prachtvlinders (Riodinidae), onderfamilie Riodininae.
Nymphidium lisimon werd in 1790 beschreven door Stoll.